# Mehrzweckstrahlrohr

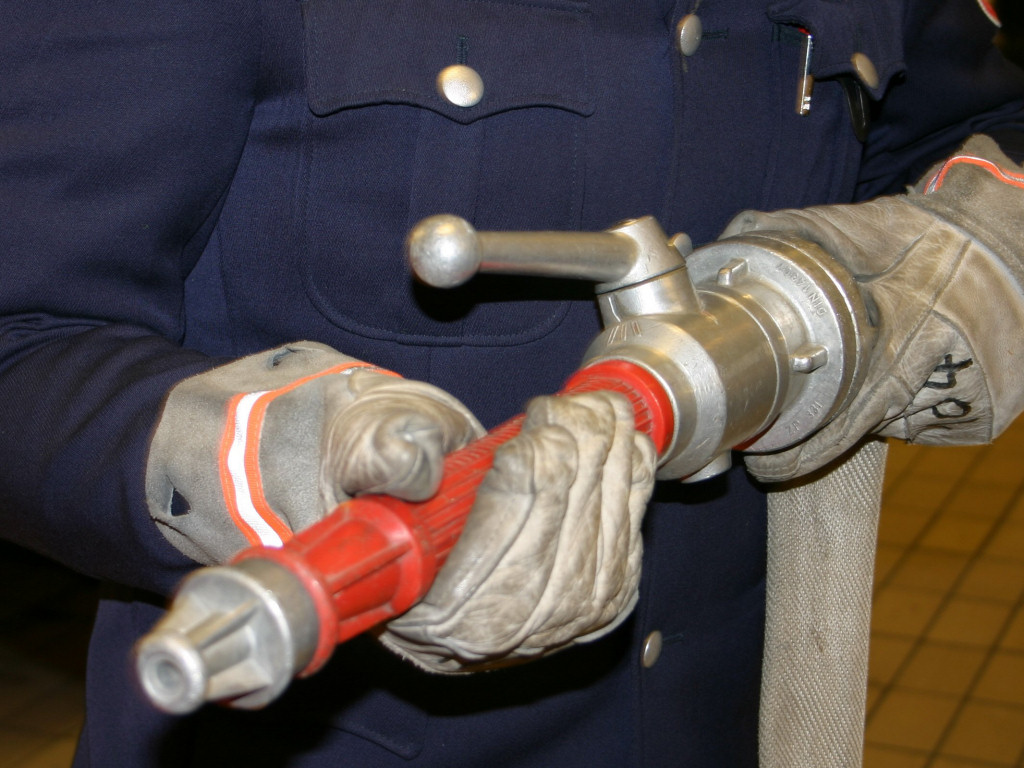
C-Mehrzweckstrahlrohr

Mehrzweckstrahlrohre sind spezielle Armaturen der Feuerwehr zur Löschmittelabgabe (Wasser oder Wasser/Schaum-Gemische), die neben den Sonderstrahlrohren, Schaumstrahlrohren und Hohlstrahlrohren verwendet werden. Es gibt sie, entsprechend dem jeweiligen Druckschlauch, an den sie gekuppelt werden können, in den Größen B, C und D.
Während die Vorläufer, die Rundstrahlrohre, nur die Wahl zwischen Vollstrahl und „Wasser halt“ ließen, ermöglichen die Mehrzweckstrahlrohre mit der zusätzlichen Funktion Sprühstrahl eine weitere Wahlmöglichkeit.
Mehrzweckstrahlrohre sind in den Ausführungen BM, CM, CMM und DM genormt. Das erste M in der Bezeichnung steht dabei für Mehrzweckstrahlrohr, das zweite für Mannschutzbrause, die den Feuerwehrangehörigen vor einer direkten Flammeneinwirkung schützen kann. Sie gehören der Gruppe der wasserführenden Armaturen zur Wasserabgabe an.
Die Weiterentwicklung ist das Hohlstrahlrohr.

## Allgemeines

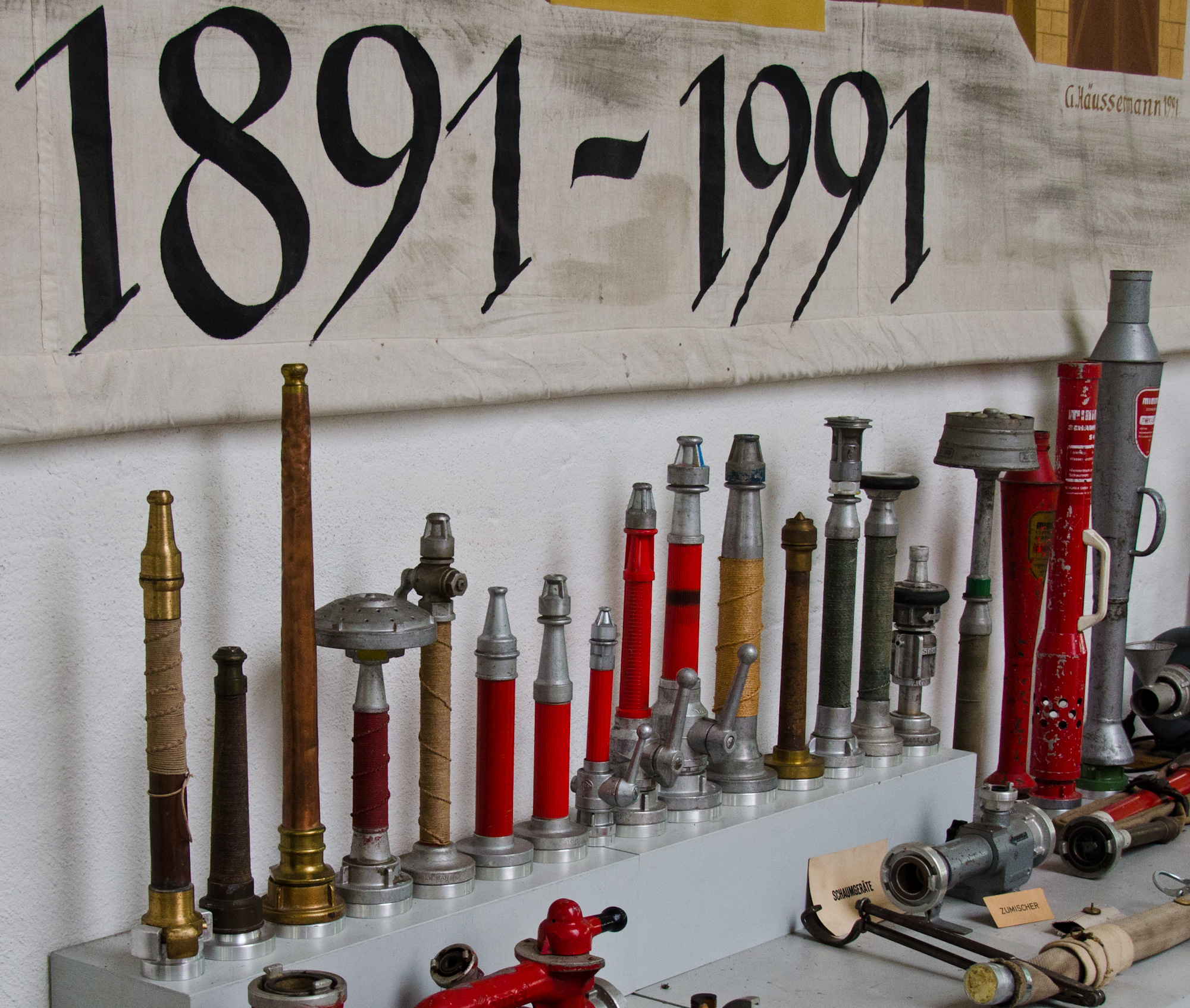
Strahlrohre im Feuerwehrmuseum Stuttgart

Die Strahlart wird dadurch bestimmt, in welcher Richtung der Drallkörper durch den Kugelhahn in die Flussrichtung des Wassers eingebracht wird. Die Leitflächen des Drallkörpers wirken dabei entweder als Gleichrichter und führen damit zum Vollstrahl oder – wenn der Drallkörper um 180° gedreht wird – als Drallerzeuger, der den Sprühstrahl ermöglicht. Wird der Drallkörper nur um 90° gedreht, blockiert der Drallkörper den Wasserfluss; das Strahlrohr steht auf „Wasser halt“.
Die Wassermenge, die abgegeben wird, kann durch Abschrauben des Mundstücks ca. verdoppelt werden; dazu ist allerdings die Wasserabgabe zu unterbrechen.
Auf Grund der größeren Flexibilität und dem besseren Strahlbild werden in den letzten Jahren, insbesondere zur Brandbekämpfung in Gebäuden, verstärkt Hohlstrahlrohre an der Stelle von C-Mehrzweckstrahlrohren eingesetzt.
Da bei BM-Strahlrohren ein so starker Rückstoß entsteht, dass diese nicht allein gehalten werden können, werden sie üblicherweise zusammen mit einem Stützkrümmer eingesetzt. Die B-Schlauchleitung stützt sich in der Achse des Stützkrümmers zum Boden ab und leitet so die Rückkraft ab. Mit Stützkrümmer reichen zwei Feuerwehrleute, um das BM-Strahlrohr zu halten. Ohne Stützkrümmer oder bei unsicherem Stand ist das BM-Strahlrohr von mindestens drei Feuerwehrangehörigen zu halten.

## Ausführungen
| Typ | Düsendurchmesser [mm] | Düsendurchmesser [mm] | Volumenstrom nach DIN [l/min] | Volumenstrom nach DIN [l/min] | Faustwert bei 5 bar [l/min] | Faustwert bei 5 bar [l/min] |
| Typ | mit Mundstück         | ohne Mundstück        | mit Mundstück                 | ohne Mundstück                | mit Mundstück               | ohne Mundstück              |
| --- | --------------------- | --------------------- | ----------------------------- | ----------------------------- | --------------------------- | --------------------------- |
| BM  | 16                    | 22                    | 335 – 395                     | 565 – 775                     | 400                         | 800                         |
| CM  | 09                    | 12                    | 105 – 125                     | 170 – 230                     | 100                         | 200                         |
| DM  | 04                    | 06                    | 018 – 028                     | 040 – 065                     | 025                         | 050                         |

Im Jahr 2007 wurde die DIN 14365 durch die die DIN EN 15182 Teil 1–4 ersetzt. In der DIN EN 15182-3 werden Mehrzweckstrahlrohre mit Vollstrahl und/oder einem unveränderlichen Sprühstrahlwinkel PN 16 beschrieben, die den Mehrzweckstrahlrohren nach alter DIN entsprechen.

## Geschichte
In der Anfangszeit hatten die Strahlrohre kein eigenes Absperrorgan. Die Wasserabgabe musste also über die Pumpe oder am Verteiler geregelt werden. Es waren keine „Mehrzweckstrahlrohre“, sondern nur „Strahlrohre“.
Diese Form der Strahlrohre wird auch „DK-Strahlrohr“ oder „Dorn“ genannt. Der „Dorn“ als Strahlrohrform findet nach wie vor am Schlauch der Kübelspritze seinen Platz.